# بترا كيلي
كانت بترا كارين كيلي (29 نوفمبر 1947 – نحو 1 أكتوبر 1992)، سياسية ألمانية تابعة لحزب الخضر وناشطة نسوية بيئية.
كانت عضوًا مؤسسًا في حزب الخضر الألماني، وهو أول حزب أخضر يبرز إلى الصدارة على الصعيدين الوطني في ألمانيا وفي جميع أنحاء العالم. في عام 1982، حصلت على جائزة رايت ليفيلهوود (جائزة نوبل البديلة) «..لصياغة وتنفيذ رؤية جديدة توحد الشواغل البيئية مع نزع السلاح، والعدالة الاجتماعية، وحقوق الإنسان».

## حزب الخضر الألماني
كانت بترا كيلي إحدى مؤسسي دي جرونن (Die Grünen)، حزب الخضر الألماني عام 1979. وفي عام 1983، انتُخِبت في البوندستاغ عبر قائمة انتخابية لتكون العضو الممثل لبافاريا. ثم أُعيد انتخابها لاحقًا عام 1987 بحصة أكبر من الأصوات.
شاركت بترا كيلي عام 1981 في احتجاج حضره 400 ألف شخص في بون ضد الأسلحة النووية. في عام 1982، كتب غيرهارد شرودر مقالة في دي تسايت عن كتاب مبدأ الحياة (Prinzip Leben)، الذي حررته كيلي مع جو لينين، والذي ناقش المشكلات البيئية والحرب النووية المحتملة. في نفس العام، حصلت كيلي على على جائزة رايت ليفيلهوود (جائزة نوبل البديلة)«... لصياغة وتنفيذ رؤية جديدة توحد الشواغل البيئية مع نزع السلاح، والعدالة الاجتماعية، وحقوق الإنسان».
في 12 مايو 1983 نشرت كيلي، وجيرت باستيان، وثلاثة آخرين من أعضاء البوندستاغ التابعين لحزب الخضر لافتة تقول «الخضر - سيوف إلى محاريث» على واجهات ميدان ألكسندر في برلين الشرقية. بعد اعتقالهم لفترة وجيزة، اجتمعوا مع أحزاب المعارضة في ألمانيا الشرقية. سمحت سلطات ألمانيا الشرقية بذلك إذ أن الخضر الألمانيين الغربيين كانوا قد رفضوا قرار حلف شمال الأطلسي مزدوج المسار. في أكتوبر 1983، التقى إريش هونيكر، زعيم جمهورية ألمانيا الديمقراطية (ألمانيا الشرقية)، بترا كيلي، وجيرت باستيان وغيرهم من الخضر. ارتدت كيلى في الاجتماع كنزة صوفية عليها عبارة «سيوف إلى محاريث». وطالبت بالإفراج عن جميع سجناء حركة السلام في ألمانيا الشرقية وسألت هونيكر عن سبب قمعه في جمهورية ألمانيا الديمقراطية لشيء يؤيده في الغرب.
كتبت كيلي كتاب قتال من أجل الأمل عام 1984، ونشرته ساوث إند برس. يعتبر الكتاب دعوة عاجلة لعالم خالٍ من العنف بين الشمال والجنوب، الرجال والنساء، أنفسنا وبيئتنا.
في السنوات الأخيرة من حياتها، أصبحت كيلي متباعدة بشكل متزايد عن معظم زملائها في الحزب بسبب التحول العملي الذي اتخذه حزب الخضر في ذلك الوقت، بينما واصلت معارضة أي تحالف مع الأحزاب السياسية التقليدية.

## مقتلها
في 19 أكتوبر 1992، اكتُشِفت الجثتان المتحللتان لكيلي وشريكها، الجنرال السابق والسياسي التابع لحزب الخضر جيرت باستيان (من مواليد 1923)، في غرفة نوم منزلها في بون بواسطة رجال الشرطة بعد تلقيهم مكالمة من كلٍ من زوجة باستيان وجدة كيلي اللتيّن أبلغتا أنهما لا تعرفان شيئًا عن باستيان أو كيلي منذ بضعة أسابيع. قررت الشرطة أن كيلي قُتلت بالرصاص أثناء نومها على يد باستيان، الذي قتل نفسه بعد ذلك. كان عمرها 44 عامًا، وعمره 69 عامًا. كانت آخر مرة عرف فيها أي شخص شيئًا عن الزوجين في 30 سبتمبر 1992 عندما أرسلت كيلي طردًا إلى جدتها. قدرت الشرطة أن الوفيتيّن قد حدثتا على الأرجح في 1 أكتوبر، لكنها لم تتمكن من تحديد وقتهما بالضبط بسبب التأخر في العثور على الجثتين وحالتهما المتحللة الناتجة عن ذلك. دُفِنت كيلي في مقبرة الغابة (Waldfriedhof) في فورتسبورغ، بالقرب من قرية فورتسبورغ في فرانكونيا السفلى، بافاريا.

## روابط خارجية
- بترا كيلي على موقع IMDb (الإنجليزية)
- بترا كيلي على موقع مونزينجر (الألمانية)